# Siedlisko marginalne
Siedlisko marginalne – siedlisko o cechach odmiennych od preferowanych przez określone gatunki lub zespoły organizmów, zajmowane przez nie w sytuacji braku dostępu lub nadmiernego zagęszczenia w siedliskach optymalnych. Przykładami siedlisk marginalnych mogą być oczka wodne i zadrzewienia śródpolne w przypadku utrzymywania się w nich gatunków preferujących odpowiednio siedliska wodno-błotne lub leśne.